# Robert Lewin
Robert Lewin (Nueva York, 9 de mayo de 1920 – Santa Mónica (California), 28 de agosto de 2004) fue un guionista y productor televisivo estadounidense. Fue nominado a los Premios Óscar por Amanecer sangriento y a los Emmy por las series The Paper Chase y Baretta.

## Biografía
Robert Lewin estudió en la Universidad de Yale antes de servir en el ejército de los Estados Unidos durante la Segunda Guerra Mundial. Se convirtió en reportero para Life y la Atlanta Constitution.
Siguiendo sus experiencias durante la Segunda Guerra Mundial, escribió el guion en Amanecer sangriento. Fue su debut como guionista y fue nominado a los Oscar en la categoría de mejor guion original.
Después se trasladó a la televisión trabajando para diferentes shows y consiguiendo premios como el Writer's Guild of America en 1968 y 1969 por su trabajo en Judd, for the Defense. También ejerció de productor y fue nominado a los Premios Emmy por las series The Paper Chase y Baretta. En enero de 1987, fue invitado para ser el productor de Star Trek: The Next Generation por el creador de la franquicia, Gene Roddenberry. Ambos habían trabajdo juntos en la serie original de Misión imposible. El trabajo de Lewin incluía la guionización del episodio "Datalore", que fue el final de Star Trek. Los otros episodios en los que sale como guionista acreditado fueron "Symbiosis", "11001001" y "The Arsenal of Freedom". Lewin se retiró después de la finalización de la primera temporada de Star Trek: The Next Generation, cuando fue despedido y reemplezado por Maurice Hurley.